# Dusty Jonas
Dustin Michael „Dusty” Jonas (ur. 19 kwietnia 1986 w Floresville) – amerykański lekkoatleta, skoczek wzwyż.

## Osiągnięcia
- złoty medal mistrzostw panamerykańskich juniorów (Windsor 2005)[1]
- brązowy medal halowych mistrzostw świata (Doha 2010)
- wielokrotny medalista mistrzostw NCAA, m.in. złoto w halowych mistrzostwach (2008)[2]
- medalista mistrzostw USA, w tym:
  - złoto w kategorii juniorów[3]
  - brązowy medal halowych mistrzostw kraju w kategorii seniorów (Boston 2009)[4]
  - srebrny medal halowych mistrzostw USA (Albuquerque 2010)[5]
  - srebro mistrzostw USA (Eugene 2011)[6]
  - złoty medal halowych mistrzostw USA (Albuquerque 2013)

W 2008 reprezentował Stany Zjednoczone podczas igrzysk olimpijskich w Pekinie. 26. lokata w eliminacjach nie dała mu awansu do finału.

## Rekordy życiowe
- skok wzwyż – 2,36 (2008)
- skok wzwyż (hala) – 2,34 (2013)